# Chiquita Center
Le Columbia Center anciennement Chiquita Center est un gratte-ciel de 112 mètres de hauteur construit à Cincinnati dans l'Ohio aux États-Unis en 1984.
Le bâtiment est desservi par 15 ascenseurs.
L'immeuble qui a abrité le siège social de la société de production de bananes Chiquita Brands International ressemble à une banane quand il est vu du sommet.
Les étages supérieurs sont éclairés en rouge ou en vert selon les prévisions météorologiques.
L'immeuble a été conçu par le cabinet d'architecte 3D/International.